# Alexandre Arquillière
Alexandre Arquillière est un acteur français, né le 18 avril 1870 à Boën-sur-Lignon et mort le 8 janvier 1953 à Saint-Étienne.

## Biographie
Peintre en bâtiment, puis auditeur au Conservatoire, il débute au Théâtre Libre en 1888 avec Firmin Gémier dont il restera très proche. Président de l’Union des artistes dramatiques et lyriques des théâtres français en 1922, après l’éclatement de la Fédération du Spectacle, il démissionne en 1924 en déclarant ne plus pouvoir exercer suffisamment son métier.
Au cinéma, il connaît le succès grâce à son interprétation de Zigomar, le mystérieux bandit en cagoule rouge, créé par Léon Sazie.

## Filmographie
- 1908 : Les Galons du brigadier (anonyme)
- 1908 : L'Homme aux gants blancs d'Albert Capellani
- 1909 : Tarakanowa et Catherine II d'Albert Capellani
- 1909 : L'Assommoir d'Albert Capellani
- 1910 : Entre le devoir et l'honneur d'Émile Chautard
- 1911 : Zigomar de Victorin Jasset
- 1912 : Zigomar contre Nick Carter de Victorin Jasset
- 1912 : Au prix de son sang de Victorin Jasset
- 1912 : Le poison de l'humanité / L'héritage maudit de Victorin Jasset
- 1912 : Tom Butler de Victorin Jasset
- 1913 : Trompe la mort / Vautrin de Charles Krauss
- 1913 : Le Camée de Maurice Tourneur
- 1913 : Le Semeur de ruines de Victorin Jasset
- 1913 : Zigomar peau d'anguille de Victorin Jasset
- 1914 : Vautrin de Charles Krauss
- 1916 : Anana, secrétaire intime de Maurice Poggi
- 1917 : Maryse de Camille de Morlhon
- 1923 : La Folie du doute de René Leprince
- 1923 : La Souriante Madame Beudet de Germaine Dulac
- 1929 : Le Bled de Jean Renoir
- 1939 : La Fin du jour de Julien Duvivier

## Théâtre
Comédien
- 1888 : La Mort du Duc d'Enghien de Léon Hennique, mise en scène André Antoine, Théâtre des Menus-Plaisirs
- 1889 : La Reine Fiammette de Catulle Mendès, mise en scène André Antoine, Théâtre des Menus-Plaisirs
- 1889 : La Patrie en danger de Edmond de Goncourt, mise en scène André Antoine, Théâtre des Menus-Plaisirs
- 1890 : Les Revenants de Henrik Ibsen, mise en scène André Antoine, Théâtre des Menus-Plaisirs
- 1890 : Monsieur Bute de Maurice Biollay, mise en scène André Antoine, Théâtre des Menus-Plaisirs
- 1891 : Le Canard sauvage d'Henrik Ibsen, mise en scène André Antoine, Théâtre des Menus-Plaisirs
- 1891 : Lidoire de Georges Courteline, mise en scène André Antoine, Théâtre des Menus-Plaisirs
- 1892 : Le Grappin de Gaston Salandri, mise en scène André Antoine, Théâtre des Menus-Plaisirs
- 1892 : Les Fossiles de François de Curel, mise en scène André Antoine, Théâtre des Menus-Plaisirs
- 1893 : Le Devoir de Louis Bruyerre, mise en scène André Antoine, Théâtre des Menus-Plaisirs
- 1893 : Boubouroche de Georges Courteline, mise en scène André Antoine, Théâtre des Menus-Plaisirs
- 1893 : Les Tisserands de Gerhart Hauptmann, mise en scène André Antoine, Théâtre des Menus-Plaisirs
- 1893 : Ahasvère de Herman Heijermans, mise en scène André Antoine, Théâtre des Menus-Plaisirs
- 1893 : Une faillite de Bjornstjerne Bjornson, mise en scène André Antoine, Théâtre des Menus-Plaisirs
- 1893 : L'Inquiétude de Claude Couturier et Jules Laurent Perrin, mise en scène André Antoine, Théâtre des Menus-Plaisirs
- 1894 : Le Missionnaire de Marcel Luguet, mise en scène André Antoine, Théâtre des Menus-Plaisirs
- 1895 : L'Argent d'Émile Fabre, mise en scène André Antoine, Théâtre des Menus-Plaisirs
- 1896 : Les Deux Gosses de Pierre Decourcelle, Théâtre de l'Ambigu
- 1897 : Boubouroche de Georges Courteline, mise en scène André Antoine, Théâtre Antoine
- 1898 : Résultats des courses d'Eugène Brieux, mise en scène André Antoine, Théâtre Antoine
- 1899 : Le gendarme est sans pitié de Georges Courteline et Édouard Norès, mise en scène André Antoine, Théâtre Antoine
- 1900 : La Clairière de Lucien Descaves et Maurice Donnay, Théâtre Antoine
- 1902 : Le Détour d'Henri Bernstein, Théâtre du Gymnase
- 1902 : Théroigne de Méricourt de Paul Hervieu, Théâtre Sarah-Bernhardt
- 1903 : L'Adversaire d'Emmanuel Arène et Alfred Capus, Théâtre de la Renaissance
- 1904 : Les Malefilâtre de Georges de Porto-Riche, Théâtre de la Renaissance
- 1904 : L'Escalade de Maurice Donnay, Théâtre du Gymnase
- 1905 : Monsieur Piégois d'Alfred Capus
- 1905 : Crainquebille d'Anatole France, Théâtre de la Renaissance
- 1905 : Bertrade de Jules Lemaître, Théâtre de la Renaissance
- 1906 : Le Voleur d'Henri Bernstein, Théâtre de la Renaissance
- 1907 : Samson d'Henri Bernstein, Théâtre de la Renaissance
- 1908 : Un divorce de Paul Bourget et André Cury, Théâtre du Vaudeville
- 1908 : La Maison en ordre d'Arthur Wing Pinero, Théâtre Fémina
- 1909 : La Maison de danses de Fernand Nozière et Charles Müller d'après Paul Reboux, Théâtre du Vaudeville
- 1910 : La Sonate à Kreutzer de Fernand Nozière et Alfred Savoir d'après Léon Tolstoï, mise en scène Lugné-Poe, Théâtre Fémina, Théâtre Réjane
- 1912 : L'Enjôleuse de Xavier Roux et Maurice Sergine, Théâtre Fémina
- 1919 : Souris d'hôtel de Marcel Gerbidon, Théâtre Femina
- 1921 : La huitième femme de Barbe-Bleue de Alfred Savoir, (Théâtre Michel)
- 1924 : La Sonate à Kreutzer de Fernand Nozière et Alfred Savoir d'après Léon Tolstoï, mise en scène Lugné-Poe, Théâtre de l'Œuvre
- 1924 : Le Bien-aîmé de Jacques Deval, Théâtre de la Renaissance
- 1924 : La Guitare et le jazz-band d'Henri Duvernois et Robert Dieudonné, Théâtre des Nouveautés
- 1928 : Les Fruits de l'amour de Lucien Descaves, Théâtre des Arts
- 1929 : Le Beau Métier d'Henri Clerc, Théâtre de l'Odéon
- 1930 : Boën ou la possession des biens de Jules Romains, mise en scène Alexandre Arquillière, Théâtre de l'Odéon
- 1933 : Napoléon de Saint-Georges de Bouhélier, Théâtre de l'Odéon
- 1934 : Monsieur  Fritz-Frantz Neumann de René Benjamin, Théâtre de l'Athénée
- 1936 : Europe de Maurice Rostand, Théâtre Pigalle

Metteur en scène
- 1921 : Le feu qui reprend mal de Jean-Jacques Bernard, Théâtre Antoine
- 1927 : Orage mystique de François de Curel, Théâtre des Arts
- 1928 : Le Renard bleu de François Herczeg, Théâtre de la Potinière

## Iconographie
- Alexandre Arquillière, comédien, plaquette en bronze par Alexandre Charpentier, Musée des arts décoratifs de Paris